# 楚米孔
楚米孔（德語：Zumikon）是瑞士联邦苏黎世州迈伦区的市镇。该市镇面积为5.44平方千米，海拔高度620米，2018年12月31日人口数为5,284。

## 外部連結
- 楚米孔官方网站 （德文）